# PCL-09
Le PCL-09, exporté sous le nom de CS/SH1, est un système d'artillerie d'obusier automoteur monté sur camion utilisé par les forces militaires de la république populaire de Chine.

## Description
Le véhicule blindé est développé par Norinco et a été mis en service pour la première fois en 2009 avec un canon-obusier de 122 mm utilisant des projectiles d'une portée de 27 km et une cadence de tir de 6 à 8 coups par minute. Il est armé d'une version d'un obusier de campagne PL-96 de 122 mm. Le PL-96 est une version chinoise d'un obusier de campagne soviétique D-30. Monté sur un camion Shaanxi SX2150 6 × 6, il est également équipé du système de navigation par satellite BeiDou,,.
Ce système d'artillerie utilise des munitions chargées séparément avec des projectiles et leurs charges. NORINCO produit toute une famille de munitions de 122 mm pour ses systèmes d'artillerie. Cet obusier peut tirer un obus à fragmentation explosive élevée (HE-FRAG), des incendiaires, des fumigènes, des fusées éclairantes et éventuellement d'autres types de munitions. Le PCL-09 est compatible avec toutes les munitions standard de 122 mm de l'obusier russe D-30. La portée de tir maximale est de 18 km avec un projectile HE-FRAG standard, de 22 km avec un projectile à longue portée et de 27 km avec un projectile assisté par fusée. Le PCL-09 est également capable de tirer des projectiles à guidage laser. Ceux-ci sont basés sur la technologie russe des projectiles Kitolov. Ce système d'artillerie est livré avec un système de chargement semi-automatique, ce qui simplifie le chargement de l'obusier. Il y a des caisses de munitions pour les projectiles et leurs charges. Au total, 40 cartouches sont transportées à bord.
De grandes bêches et des vérins stabilisateurs sont abaissés au sol avant le tir. Ceux-ci fournissent une plate-forme de tir plus stable.
Une batterie PCL-09 complète comprend environ 6 obusiers montés sur camion et un véhicule de poste de commandement de batterie. Le régiment du PCL-09 se compose de deux batteries et comprend également un véhicule de poste de commandement de bataillon, un radar météorologique, un radar de localisation d'artillerie et des véhicules de reconnaissance.

## Historique opérationnel
Il a été utilisé pour la première fois lors d'un exercice militaire de l'Organisation de coopération de Shanghai en 2010.

## Opérateurs
République populaire de Chine

Carte des opérateurs PCL-09

- Force terrestre de l'Armée populaire de libération : 300 unités à partir de 2020[7].

 Rwanda
- Forces de défense rwandaises

 Cambodge
- Forces armées royales cambodgiennes[8]